# Mariusz Mirek
Mariusz Mirek – polski matematyk, zajmujący się m.in. analizą harmoniczną i teorią ergodyczną.

## Życiorys
Studia na kierunku matematyka ukończył na Uniwersytecie Wrocławskim w 2007 roku. Na tym samym uniwersytecie uzyskał następnie stopień doktora (w 2011, pod kierunkiem Ewy Damek) i doktora habilitowanego (w 2017, rok wcześniej także na Uniwersytecie Fryderyka Wilhelma w Bonn). Tytuł profesora otrzymał w roku 2023.
Od roku 2011 pracuje na Uniwersytecie Wrocławskim, jest także zatrudniony na Uniwersytecie Rutgersa.
Swoje prace publikował m.in. w „American Journal of Mathematics”, „Journal of Functional Analysis”, „Mathematische Annalen”, „Analysis & PDE”, „Bulletin of the American Mathematical Society”, „Forum of Mathematics, Pi” i najbardziej prestiżowych czasopismach matematycznych świata: „Annals of Mathematics” i „Inventiones Mathematicae". Część z nich jest wynikiem współpracy z laureatami Medalu Fieldsa Jeanem Bourgain i Terencem Tao. 
W 2018 otrzymał Nagrodę im. Wacława Sierpińskiego Wydziału III Nauk Ścisłych i Nauk o Ziemi PAN, a w 2023 Nagrodę Instytutu Matematycznego PAN za wybitne osiągnięcia naukowe w zakresie matematyki. W 2023 roku Mariusz Mirek wraz z Benem Krause i Terencem Tao otrzymali Best Paper Award in Mathematics 2023 za artykuł Pointwise ergodic theorems for non-conventional bilinear polynomial averages opublikowany w „Annals of Mathematics”. W 2024 został laureatem (za rok 2023) Nagrody Głównej PTM im. Stefana Banacha za istotny wkład w rozwój dyskretnej analizy harmonicznej, m.in. za przełomowe wyniki dotyczące zbieżności niekonwencjonalnych średnich ergodycznych. 